# Art rupestre

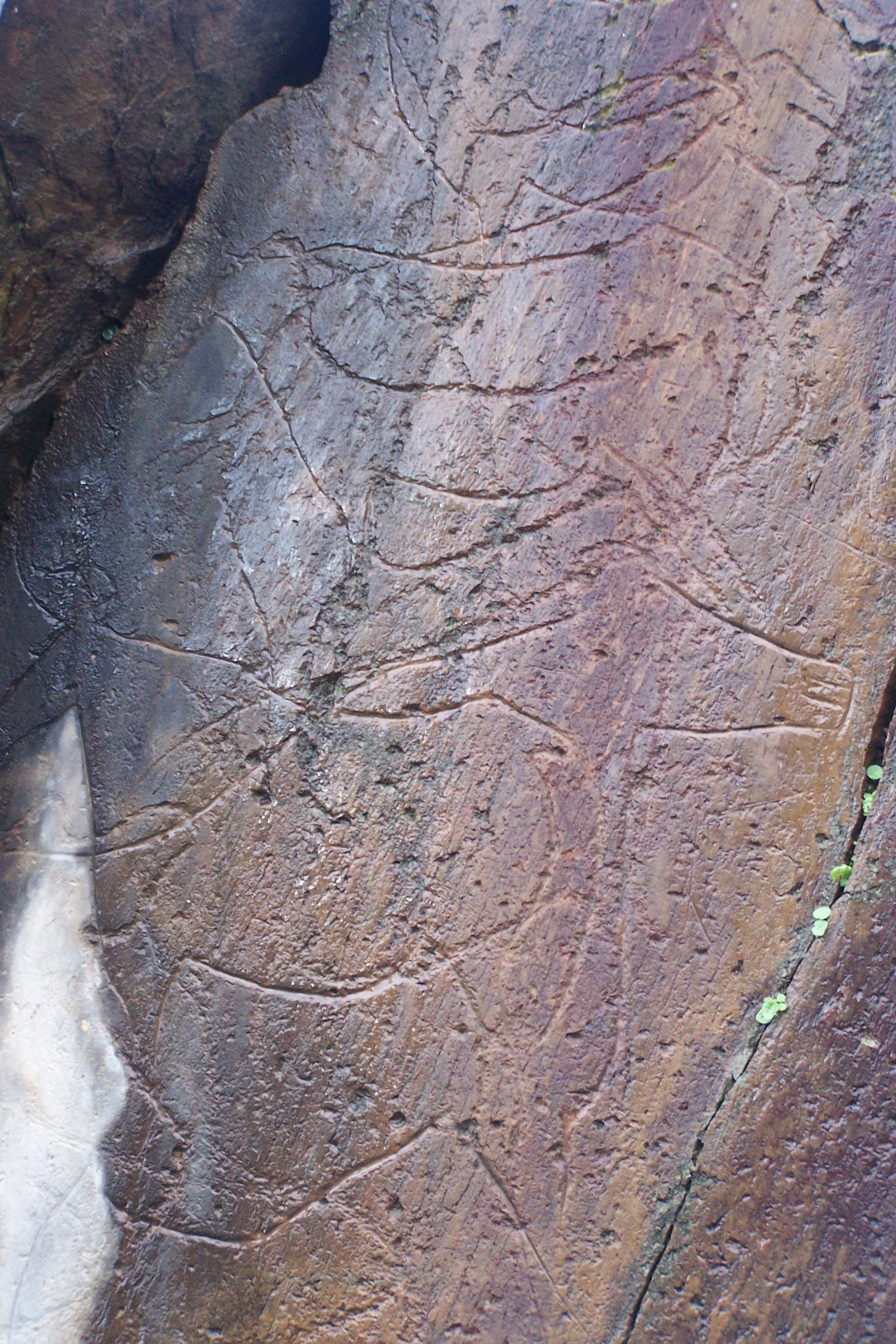
Art rupestre préhistorique de la vallée du Côa.

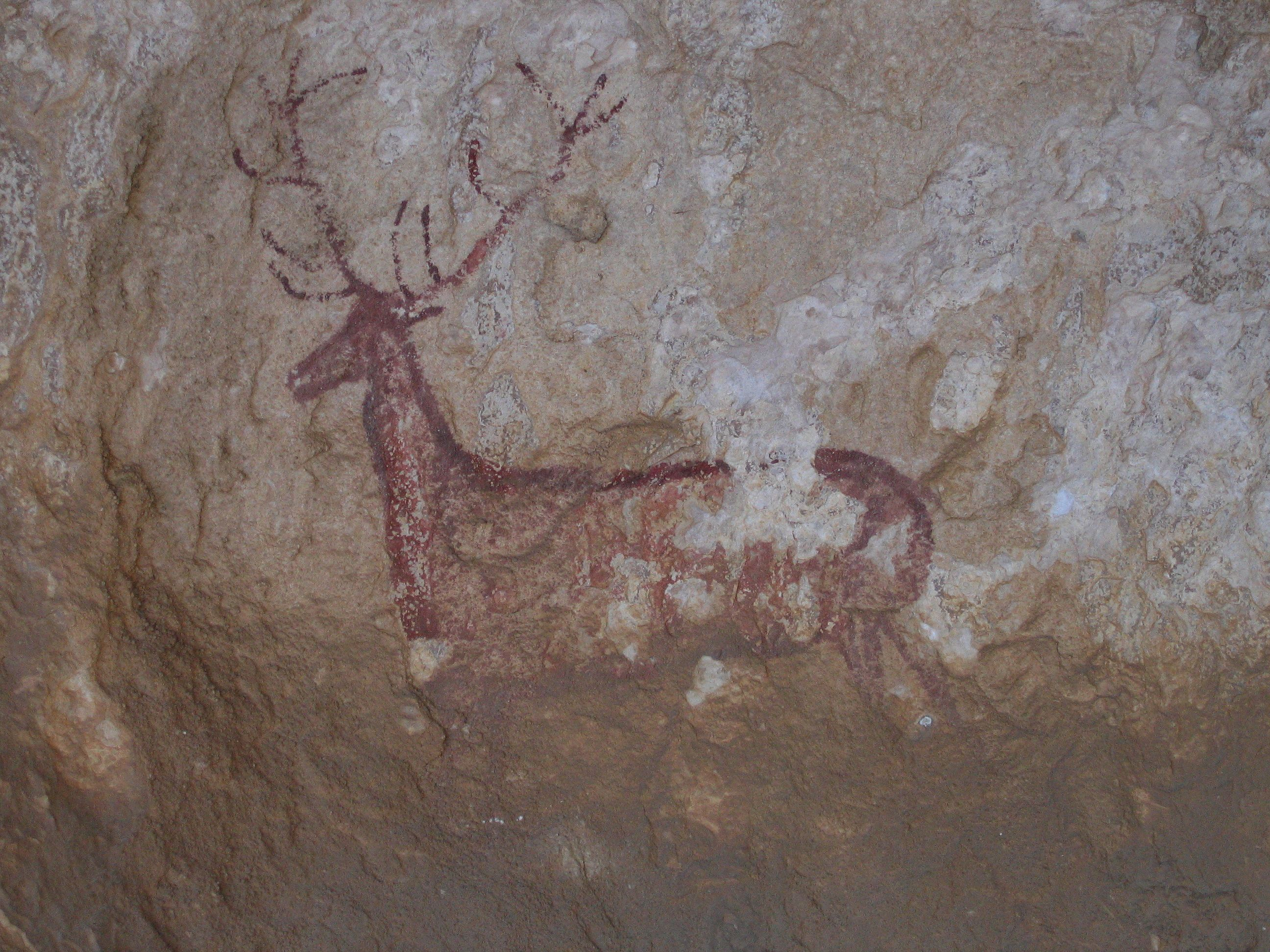
Abri de Chimiachas, Espagne.

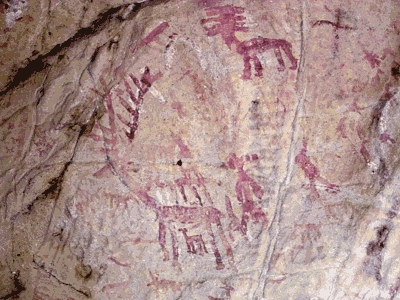
Peintures rupestres (Tajo de las Figuras, Benalup - Casas Viejas, province de Cadix).

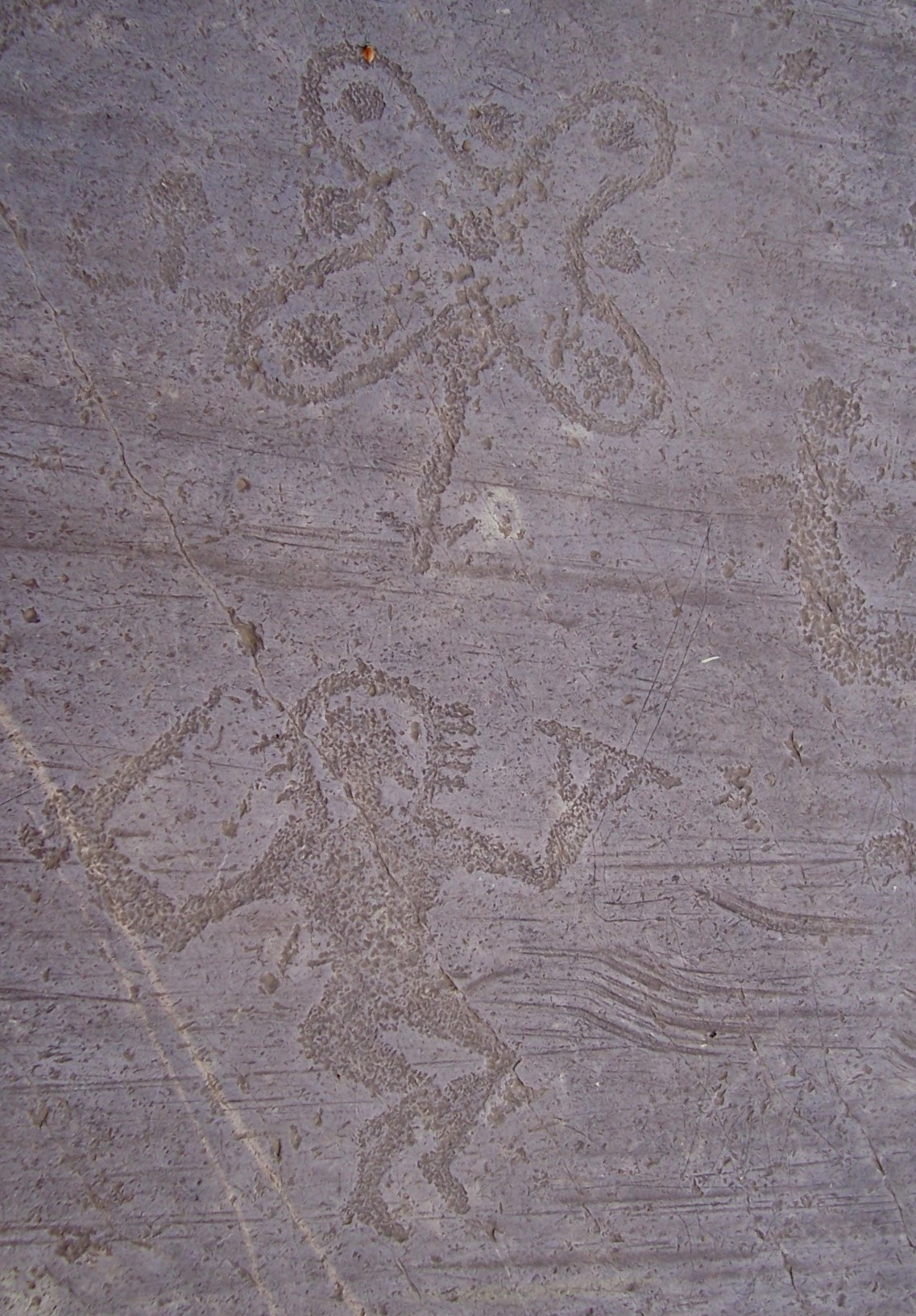
Gravure du Valcamonica.

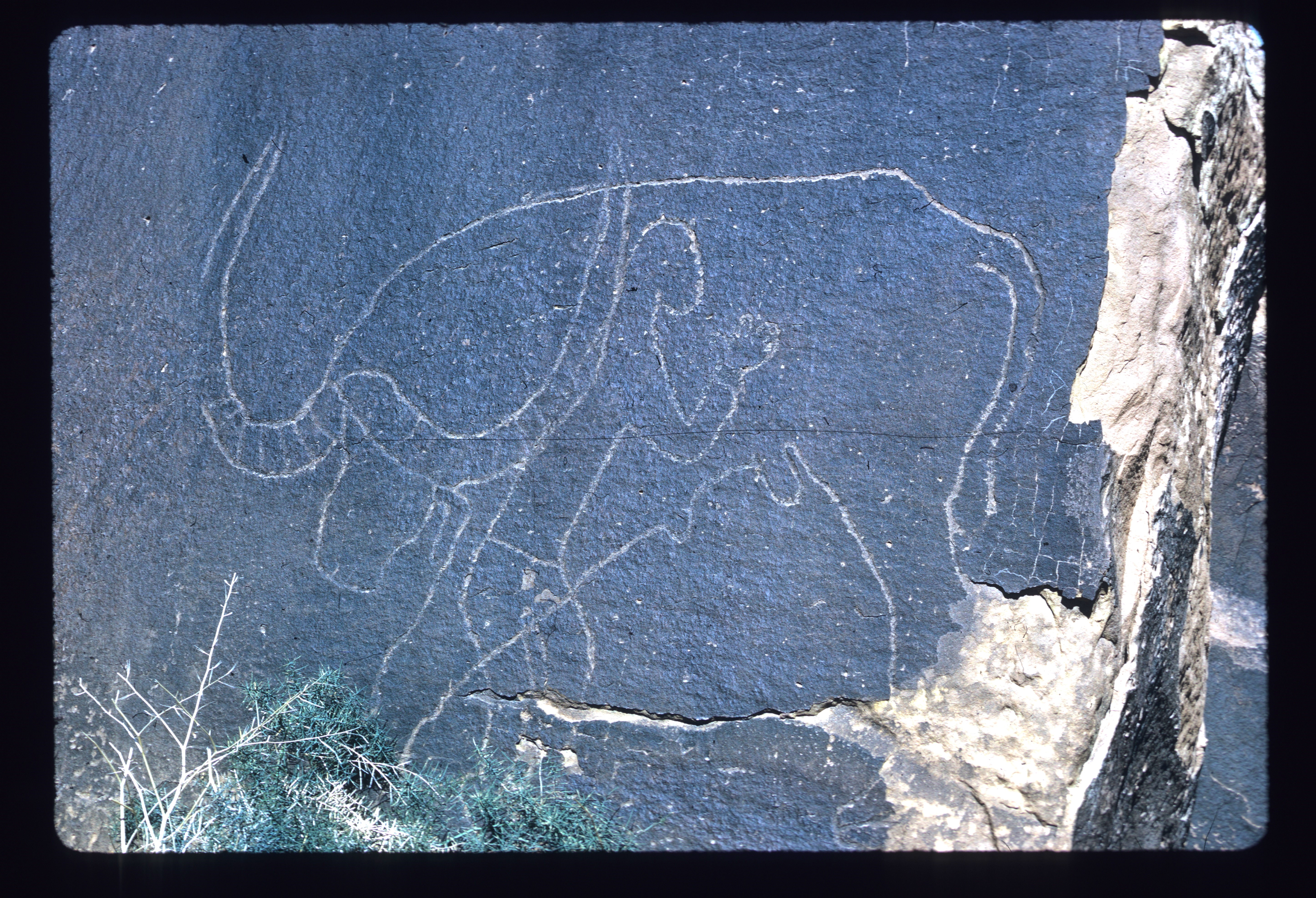
R'cheg Dirhem, Algérie, bubale et personnage (L : 180 cm).

L'expression « art rupestre » (du latin rupes, « roche ») désigne l'ensemble des œuvres d'art au sens large (sans appréciation esthétique) réalisées par l'Homme sur des rochers, le plus souvent en plein air. Il est parfois opposé à l'art pariétal (du latin parietalis, « relatif aux murs », art sur parois de grottes en intérieur), mais aussi à l'art mobilier (que l'on peut déplacer) et à l'art sur bloc. Cette forme d'art occupe une part majeure dans l'art préhistorique. Sa pratique est restée continue jusqu'à nos jours ; elle n'est pas le fruit d'une ethnie ou d'une culture particulière, mais relativement universelle.
Le préhistorien Emmanuel Anati, coordinateur mondial pour l'Unesco du projet Wara (World Archives of Rock Art) destiné à la constitution d'une banque de données mondiales de l'art préhistorique, a recensé, en 2003, 45 millions de peintures et gravures rupestres et pariétales réparties sur 170 000 sites dans 160 pays, plus de 70 % de ces graphèmes ayant été produits par des sociétés de chasseurs-cueilleurs, tandis que moins de 30 % sont l’œuvre de pasteurs et d'agriculteurs. Ce recensement est une estimation minimale (au début de 2008, ce nombre s'élève à plus de 70 millions de motifs) car de nouveaux sites sont découverts chaque année.

## Techniques
L'art rupestre est caractérisé par l'utilisation de plusieurs techniques :
- la gravure (piquetage et incision) : les artistes martelaient un support rocheux avec une pierre dure. Cette technique était très répandue. Dans ce cas, on parle de pétroglyphe.
- la peinture : les poudres de couleur utilisées étaient des minéraux broyés. Grâce à un roseau ou un os creux, ils soufflaient les poudres de couleur pour représenter les crinières, les poils, les pelages d'animaux.

## Datation
La datation des œuvres se heurte aux difficultés propres à l'art rupestre de plein air et à l'érosion des motifs. Les méthodes archéologiques de datation peuvent permettre d'associer des images ou des lieux avec des cultures ou des périodes particulières grâce à la datation absolue et relative. La première utilise plusieurs techniques : datation radiométrique de certaines patines de traits gravés, datation uranium-thorium de couches de calcite qui peuvent se déposer sur une peinture ou une gravure préhistorique, datation au carbone 14 de pigments organiques (matières et liants organiques tels que des charbons de bois ou d'os, du sang, des végétaux), de pellicule de silice amorphe se formant sur des surfaces gréseuses ou schisteuses exposées aux intempéries, ou de cristaux d'oxalate de calcium dans les biofilms se développant sur les peintures et gravures. La datation relative permet d'obtenir des fourchettes chronologiques en s'appuyant sur la combinaison des données concernant les contextes archéologiques (avec notamment la stratigraphie qui étudie la superposition des couches archéologiques), sur l'approche stylistique (typologie stylistique globale ou à caractère régional qui peuvent apporter une contribution aux analyses chronologiques) et la sériation (en),.

## Sujets
Les sujets sont divers selon les périodes et les régions : essentiellement des représentations animales au Paléolithique supérieur (celles de Bornéo, notamment, datent d'au moins 40 000 ans) puis, à partir du Néolithique des humains, des représentations humaines de grandes tailles les bras levés, des orants, des armes primitives, des chars, des habitations, des arbres. Les représentations de scènes sont extrêmement rares au Paléolithique, plus fréquentes à partir du Néolithique (scènes de chasse, de guerre ou de pastoralisme).
Fin 2019, l'Université de Griffith (Australie) publie les résultats d'une datation à l'uranium-thorium sur une peinture préhistorique représentant une scène de chasse découverte en 2017 dans une grotte sur le site de Leang Bulu Sipong sur l'île des Célèbes (Indonésie), selon laquelle cette peinture serait vieille d'au moins 43 900 ans, ce qui en ferait la plus ancienne œuvre d'art figuratif connue,. Les peintures mettent en scène des bovidés et des cochons sauvages affrontés par des chasseurs munis de lances et de cordes. Les chasseurs sont des humains mais présentent des traits animaux (queue, bec, etc.) : ce sont des thérianthropes.
L'étude des motifs met en évidence une organisation spatiale et un programme iconographique ou décoratif.

## Répartition géographique
Parmi les sites les plus renommés :

### Afrique
- Liste de sites pétroglyphiques en Afrique
- En Afrique du Nord, notamment 
  - au Maroc dans la Seguia el-Hamra[11],[12] et les régions d'Aït Ouazik[13], du Haut Atlas[14], de Figuig et d'Ich[15], du Hank[16], de Msied[17],
  - en Algérie dans les régions d'Aflou, Tiaret, Ain Sefra, El-Bayadh en Oranie[18], à Bou-Saada, Djelfa, le Constantinois, Taghit, Tassili, Tadrart Rouge, Djanet,
  - en Tunisie dans les régions de l'Ousselat[19], Tameghza[20] et Ghomrassen[21],[22],
  - en Libye dans les régions de Tadrart Akakus[23] et du Messak[24] dans le Fezzan[25],
  - en Égypte à Gilf el-Kébir[réf. souhaitée], Qurta[26],[27], Djebel Uweinat[28],
  - aux Canaries à Grande Canarie, La Palma, La Gomera, Lanzarote, El Hierro, Fuerteventura et Tenerife[29],[30].
- Au Sahara, qui comporte de nombreux sites de peintures rupestres, comme dans la Tassili, le sud des monts Atlas, dans le Tibesti, etc.
  - Gravures rupestres du Sud-oranais (Algérie)
  - Gravures rupestres du Tassili (Algérie)
  - Gravures rupestres de la région de Aïn Sefra (Algérie)
  - Gravures rupestres de la région d'El-Bayadh (Algérie)
  - Gravures rupestres de la région de Figuig (Maroc)
  - Gravures rupestres d'Aït Ouazik (Maroc)
  - Peinture et gravures rupestres de l'Ennedi (Tchad)
  - Peintures rupestres d'Agrour Amogjar (Mauritanie)
- En Afrique de l'Est :
  - En Somalie, le site de Laas Geel, daté de 9000 à 3000 av. J.-C., découvert en 2002[31], présente certainement les peintures rupestres les mieux préservées du continent africain[réf. nécessaire]. De nombreux sites sont aussi présents dans la Corne de l'Afrique, comme en Érythrée (Qohaito (en)) et en Éthiopie (Kundudo), particulièrement dans la région du Tigré.
  - En Somalie, le site de Dhambalin, daté de 3000 à 1000 av. J.-C., découvert en 2007.
  - Au Soudan, le site de Geddi-Sabu.
  - En Éthiopie, le site de  Gobo Dura : lionne de Godebra (en).
  - À Djibouti, les sites d'Abourma, Dorra et Balho[32],[33].
- En Afrique australe :
  - En Namibie, de nombreux sites d'art rupestre, dont le fresque de la Dame blanche, sur le massif du Brandberg situé dans le Nord-Ouest du désert du Namib[34].
  - En Namibie, la grotte Apollo 11 qui date de 26 000 ans, la grotte de Wonderwerk et l'abri de Game Pass dans les monts du Drakensberg.
  - En Ouganda, art rupestre en Ouganda, site de Nyero[31].
  - En Afrique du Sud, le parc du Drakensberg[35].
  - Au Botswana, le site de Tsodilo[36].
  - En Zambie, les peintures de Mwela (en)[37]

### Asie
- Liste de sites d'art rupestre en Asie
- En Arabie saoudite : dessins rupestres de la province de Ha'il (de).
- En Inde (à partir de 26000 av. J.-C.) : le sous-continent indien a le troisième plus grand nombre de sites d'art rupestre après l'Australie et l'Afrique, plus que 150 sites situés un peu partout mais surtout dans le centre, au Madhya Pradesh (Bhimbetka) et au Chhattisgarh (Jogimara).
- Arménie : à Voskehat et sur l'Oughtasar.
- En Indonésie :
  - la grotte de Lubang Jeriji Saléh, sur l'île de Bornéo, porte des peintures datant d'au moins 40 000 ans. Elles représentent notamment un gros animal dans des tons rouge orangé[38],[7].
  - des grottes des Célèbes abritent des peintures dont certaines ont aussi été datées de 40 000 ans[39],[40] (notamment les grottes de Maros-Pangkep[40]) et même de 43 900 ans (grotte de Sipong 4), ce qui fait de ces dernières peintures les plus anciennes œuvres d'art figuratif connues[8] ;
  - des peintures rupestres du Mésolithique, datant d'entre −9000 et −5000[41], représentent des personnages utilisant des cerfs-volants.
- En Chine:
  - à Damaidi, dans la région autonome Hui du Ningxia, des peintures rupestres dateraient du Paléolithique (-20 000 à -30 000) ; parmi celles-ci, une figuration féminine serait proche de certaines Vénus paléolithiques de Grèce ou d'Australie[42].
  - Art rupestre de Huashan, classé patrimoine mondiale de l'UNESCO
- Kazakhstan: Tamgaly, Tamgaly-Tas et Kulzhabasy, près d'Almaty et dans la vallée de l'Usek, à proximité de Jarkent
- Kirghizistan : essentiellement dans les montagnes du Tien Shan, comme à Tcholponata, dans la vallée Talas, à Saimaluu-Tash, et sur l'effleurement rocheux appelé trône de Souleman à Och dans la vallée de Fergana.
- Iran : Art du relief rupestre dans l'Antiquité iranienne.
- Tibet : des empreintes de mains et de pieds réalisées il y a entre - 169.000 et - 226.000 ans et créées près du village de Quesang, à environ 80 kilomètres au nord-ouest de Lhassa. Néanmoins tous les spécialistes ne sont pas d'accord pour les qualifier d'art pariétal [43].

### Europe
Les sites ayant livré des œuvres d'art rupestre datant du Paléolithique supérieur sont rares : 
- Liste de sites d'art rupestre en Europe
- Portugal : la Vallée du Côa.
- Espagne : les sites d'art rupestre du bassin méditerranéen de la péninsule Ibérique datent du Néolithique et des âges des métaux, dont l'inscription rupestre de l'oppidum du Castellan, et le Tajo de las Figuras(Espagne).
- France
  - Pyrénées : le rocher gravé de Fornols à Campôme (Pyrénées-Orientales) qui a livré des gravures rupestres probablement magdaléniennes[44].
  - Massif Central : des abris paléolithiques sculptés à la lumière du jour (Cap Blanc, Roc-aux-Sorciers) ou ayant fourni des blocs gravés et peints (environs des Eyzies-de-Tayac) sont également connus.
  - Alpes : de nombreuses gravures rupestres sont connues également dans les Alpes, dont les 30 000 gravures de la vallée des Merveilles[45] dans le Mercantour en France (âge du bronze) et celles de la Valcamonica en Italie (surtout âge du cuivre, âge du bronze et âge du fer). En Haute-Maurienne (Savoie), les flancs nord et sud du Grand roc Noir sont pourvus des gravures rupestres du Grand roc Noir, qui représentent des chevaliers en armes, non loin des cerfs gravés sur le Rocher du Château.
  - Île de France : l'ensemble rupestre du massif de Fontainebleau
- Autriche : Art rupestre en Autriche (de)
- Scandinavie : gravures rupestres de Norvège et de Suède
- Finlande : art rupestre à Astuvansalmi (de) (Ristiina)
- Russie : pétroglyphes du lac Onéga, de Belomorsk, de Kanozero
- Ukraine : sites de Kamiana Mohyla et de Zaporijjia
- Arménie : sites de Voskehat (Aragatsotn), Urtsadsor, Oughtasar, Aragats...

### Océanie
- Australie : Parc national de Kakadu
- Liste de sites d'art rupestre en Océanie

### Amérique du Nord
- Great Gallery (Utah), Pecos River (Texas, Mexique), chaînon Coso (Californie)[46]
- Monument national de Petroglyph
- Sites pétroglyphiques en Amérique du Nord (en)
- Liste de sites d'art rupestre en Amérique

### Articles connexes

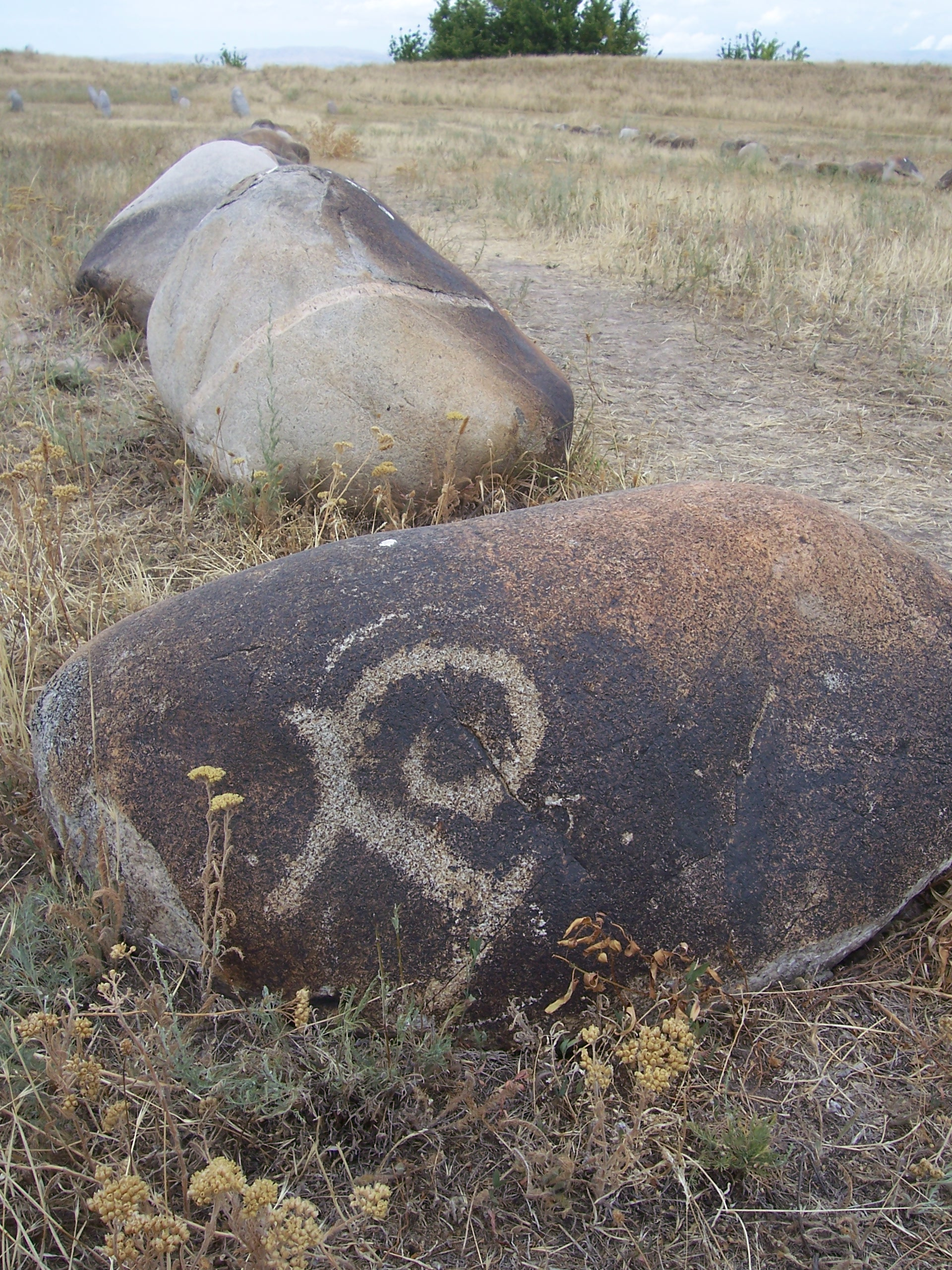
Pétroglyphe scythe au Kirghizistan aux abords de la tour Burana.

### Amérique du Sud
- La Cueva de las Manos est un site archéologique et de peintures rupestres qui se trouve en Argentine, en Patagonie, à proximité du Río Pinturas. Les œuvres les plus anciennes datent approximativement de -13000.
- Sites pétroglyphiques en Amérique du Sud (en)